# Friends (soundtrack)
Friends är ett soundtrack med Elton John. Titelspåret blev en mindre hit trots filmens dåliga resultat.

## Låtlista
Samtliga låtar skrivna av Elton John och Bernie Taupin.
Sida 1
1. "Friends" - 2:20
2. "Honey Roll" - 3:00
3. "Varitions on Freinds" - 1:45
4. "Theme (The First Kiss)/"Seasons" - 3:52
5. "Varitions on Michelle's Song (A Day in the Country)" - 2:44
6. "Can I Put You On" - 5:52

Sida 2
1. "Michelle's Song" - 4:16
2. "I Meant To Do My Work Today (A Day in the Country)" - 1:33
3. "Four Moods" (Paul Buckmaster) - 10:56
4. "Seasons (Reprise)" - 1:33